# Miguel Alberto Flangini Ximénez
Miguel Alberto Flangini Ximénez (* 1824; † 1900 in Montevideo) war ein uruguayischer Politiker.

## Leben
Flangini Ximénez, der der Partido Colorado angehörte, hatte im Verlauf seiner politischen Karriere zunächst vom 24. Januar 1856 bis zum 3. März desselben Jahres sowie ein weiteres Mal vom 15. Mai 1866 bis zum 15. Februar 1868 das Amt des Außenministers von Uruguay inne.
Später saß er während der 14. Legislaturperiode vom 9. Februar 1882 bis zum 29. Januar 1883 als Senator für das Departamento Durazno in der Cámara de Senadores. Dort war er im Jahre 1882 Senatspräsident von Uruguay und als solcher zwischen den Amtszeiten der Präsidenten Francisco Antonino Vidal und Máximo Santos im Zeitraum vom 28. Februar 1882 bis zum 1. März 1882 kurzzeitig Interims-Präsident von Uruguay. Anschließend hatte er in der 15. Legislaturperiode (9. Februar 1885 – 9. Februar 1888) vom 15. Februar 1885 bis zum 3. März 1886 noch ein Mandat als Abgeordneter für das Departamento Salto im Repräsentantenhaus. Auch dort übte er im Jahre 1885 das Amt des Kammerpräsidenten aus.